# Tal como somos
Tal como somos é uma telenovela mexicana produzida por Juan Osorio para a Televisa e exibida pelo Canal de las Estrellas entre 26 de outubro de 1987 e 15 de abril de 1988, substituindo La indomable e sendo substituída por Dos vidas..
Foi protagonizada por Julissa e José Alonso e antagonizada por Alejandra Ávalos e Enrique Álvarez Félix.

## Sinopse
Ángel Cisneros é um pescador de Mazatlán, que depois de ficar viúvo decide se mudar com sua família a Cidade do México em busca de fortuna. O pescador e sua família se instalam em um edifício onde conhecem a Eva, uma mulher muito infeliz que vive torturada por seu esposo e filha.
Miguel, marido de Eva, vive em uma cadeira de rodas, devido a um acidente e finge ser uma boa pessoa, mas na verdade é um criminoso nato. Anos atrás, violou a uma mulher e a deixou grávida. Eva não só o perdoou, como também adotou ao menino e o criou como se fosse seu. Miguel culpa a Eva de seu acidente e ha envenenado a sua filha Delia contra ela.
Delia tem uma fixação tão intensa por seu pai, que está praticamente "apaixonada" por ele. Odeia profundamente a Eva e como manifestação de sua naturaleza morbosa, inclusive espia quando Miguel tenta em vão ter relaciones sexuales com sua esposa. Essa é outra tortura mental que Miguel inflige a Eva, já que na realidade só finge estar inválido.
Eva, frustrada como esposa, mãe e mulher, encontrará a paixão plena nos braços de Ángel.

## Elenco
- Julissa - Eva Montenegro Andere
- José Alonso - Ángel Cisneros
- Enrique Álvarez Félix - Miguel Aponte Enriquez
- Alejandra Ávalos - Delia
- Pedro Fernández - Valerio Cisneros
- Leticia Calderón - Margarita Cisneros
- Eduardo Palomo - Octavio
- Manuel Ojeda - Pablo
- Ernesto Gomez Cruz - Marcelo
- Juan Peláez
- Sonia Furió
- Alex Ibarra
- Raúl Buenfil - Gabino
- Cecilia Tijerina - Maribel
- Luz María Jerez - Beatriz
- Irma Dorantes - Sara
- Eugenio Derbez - Roberto
- Alejandra Vidal - Lucinda

## Prêmios e indicações

### Prêmio TVyNovelas 1989
| Categoria               | Indicado(a)           | Resultado |
| ----------------------- | --------------------- | --------- |
| Melhor ator antagonista | Enrique Álvarez Félix | Indicado  |
| Melhor ator principal   | Ernesto Gómez Cruz    | Venceu    |
| Revelação masculina     | Eugenio Derbez        | Indicado  |